# Peque
Peque – gmina w Hiszpanii, w prowincji Zamora, w Kastylii i León, o powierzchni 38,88 km². W 2011 roku gmina liczyła 176 mieszkańców.